# ون (نیومکزیکو)
ون(به انگلیسی: Vaughn) شهری در ایالت نیومکزیکو کشور ایالات متحده آمریکا است که جمعیت آن در سرشماری سال ۲۰۱۰ میلادی، ۵۳۹ نفر بوده‌است.

## نگارخانه

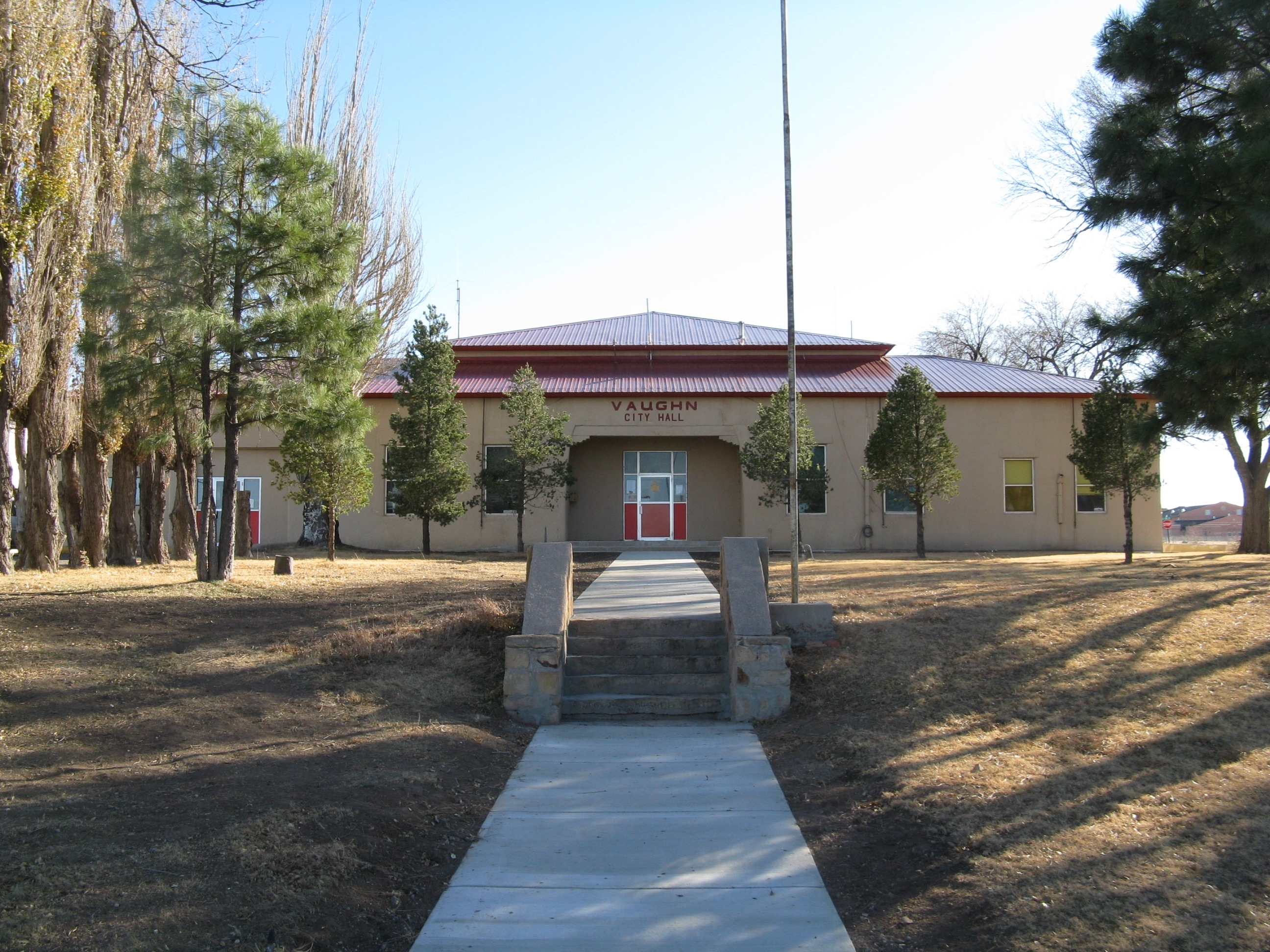
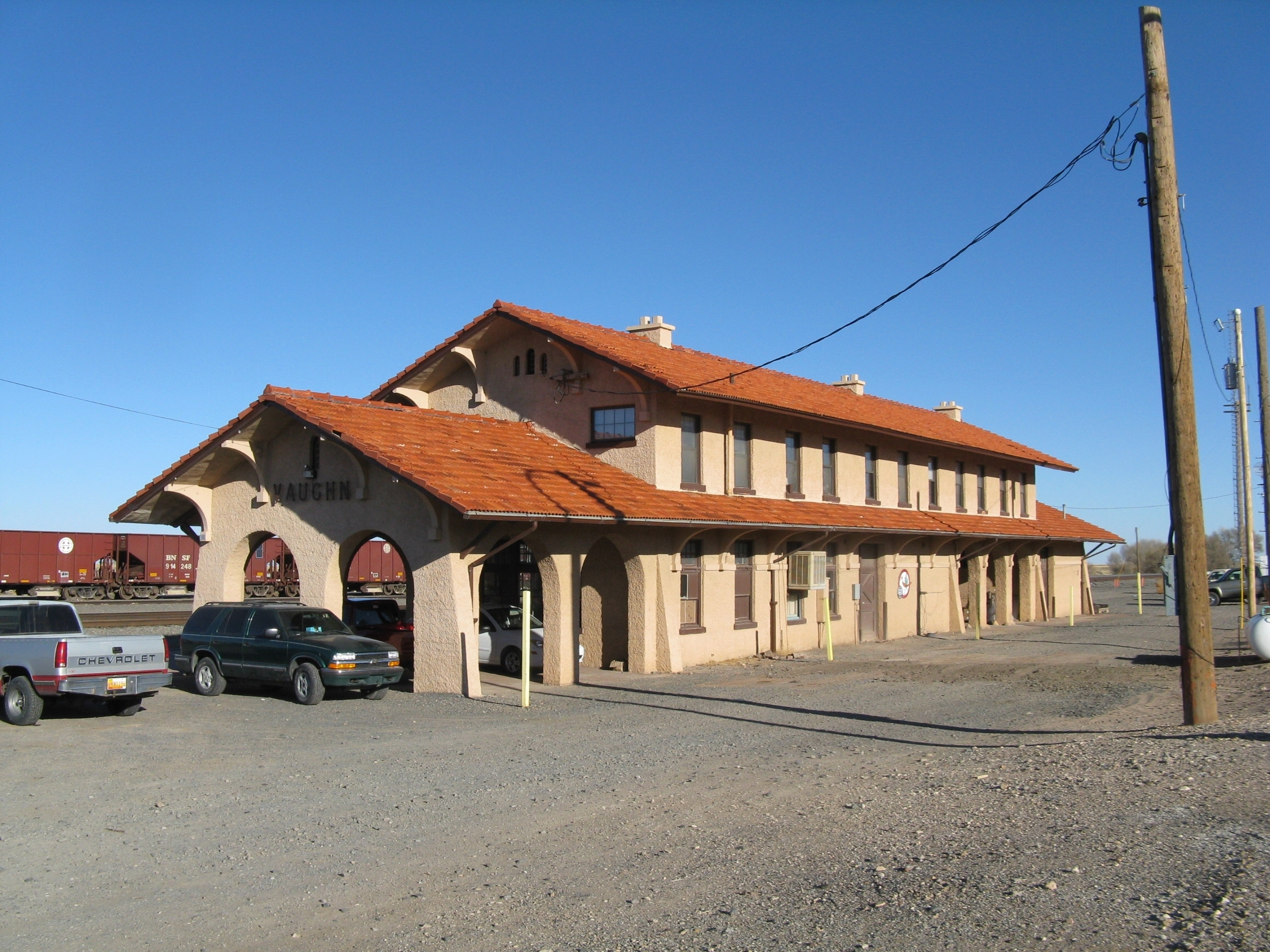
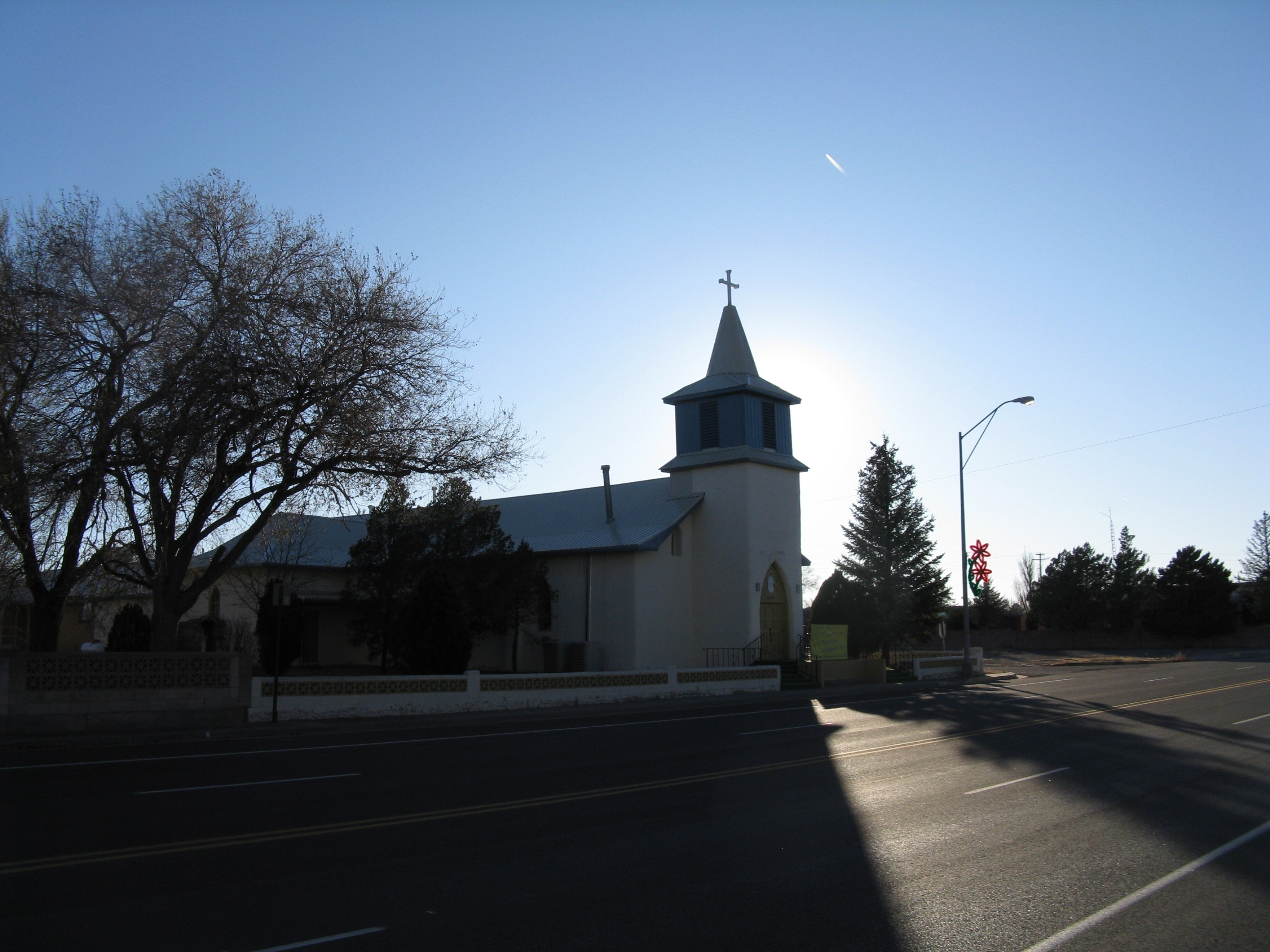
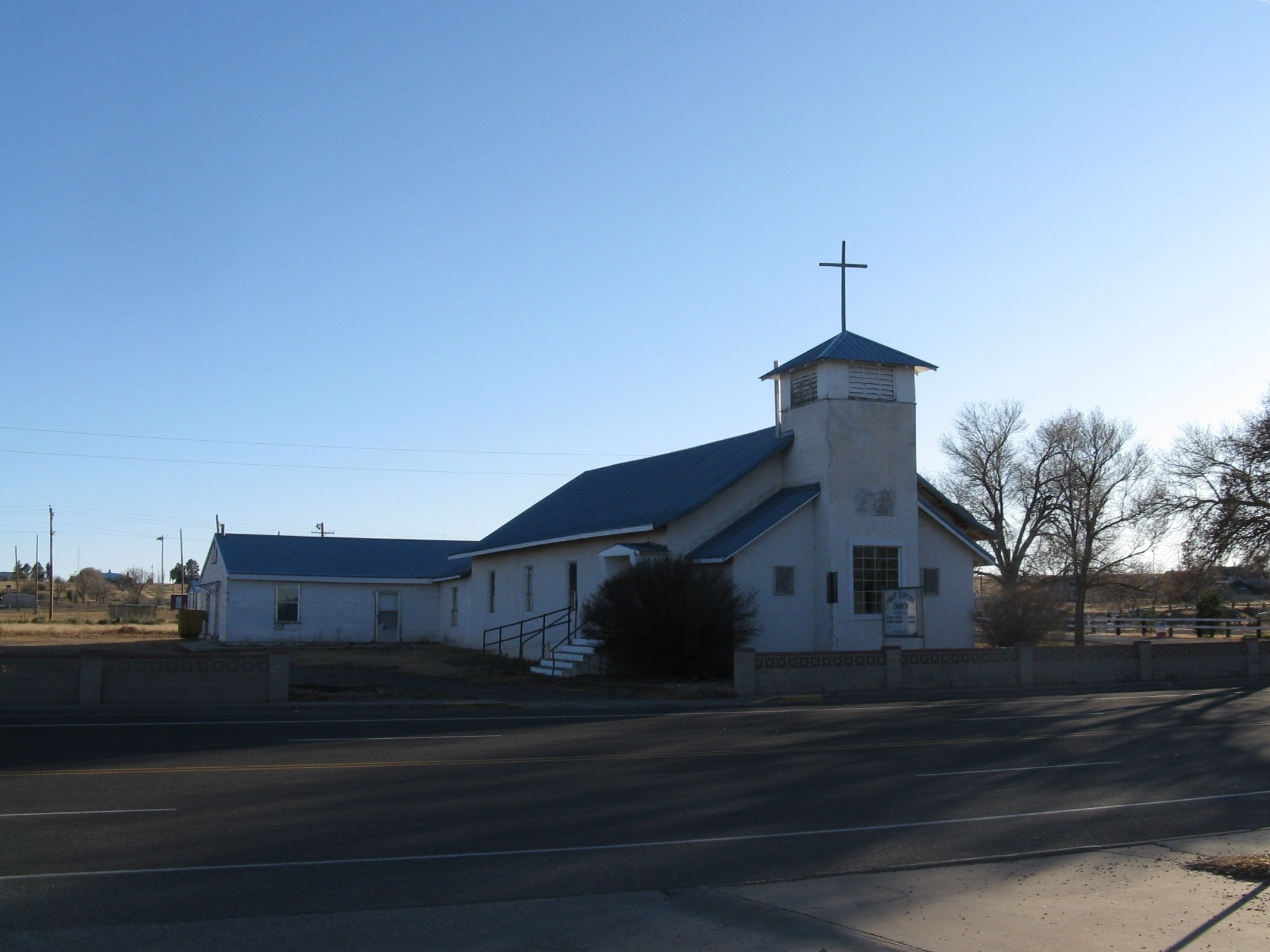
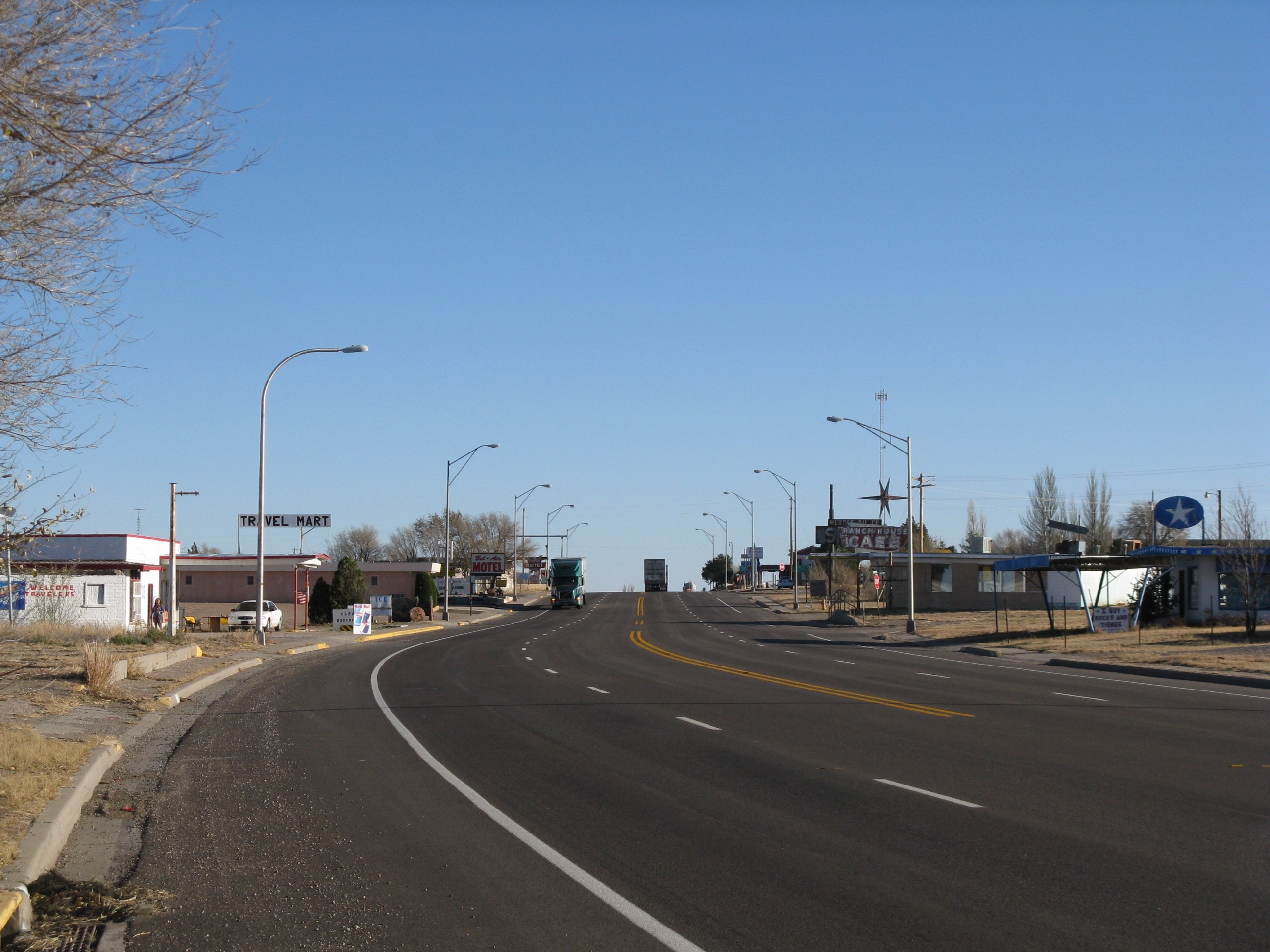
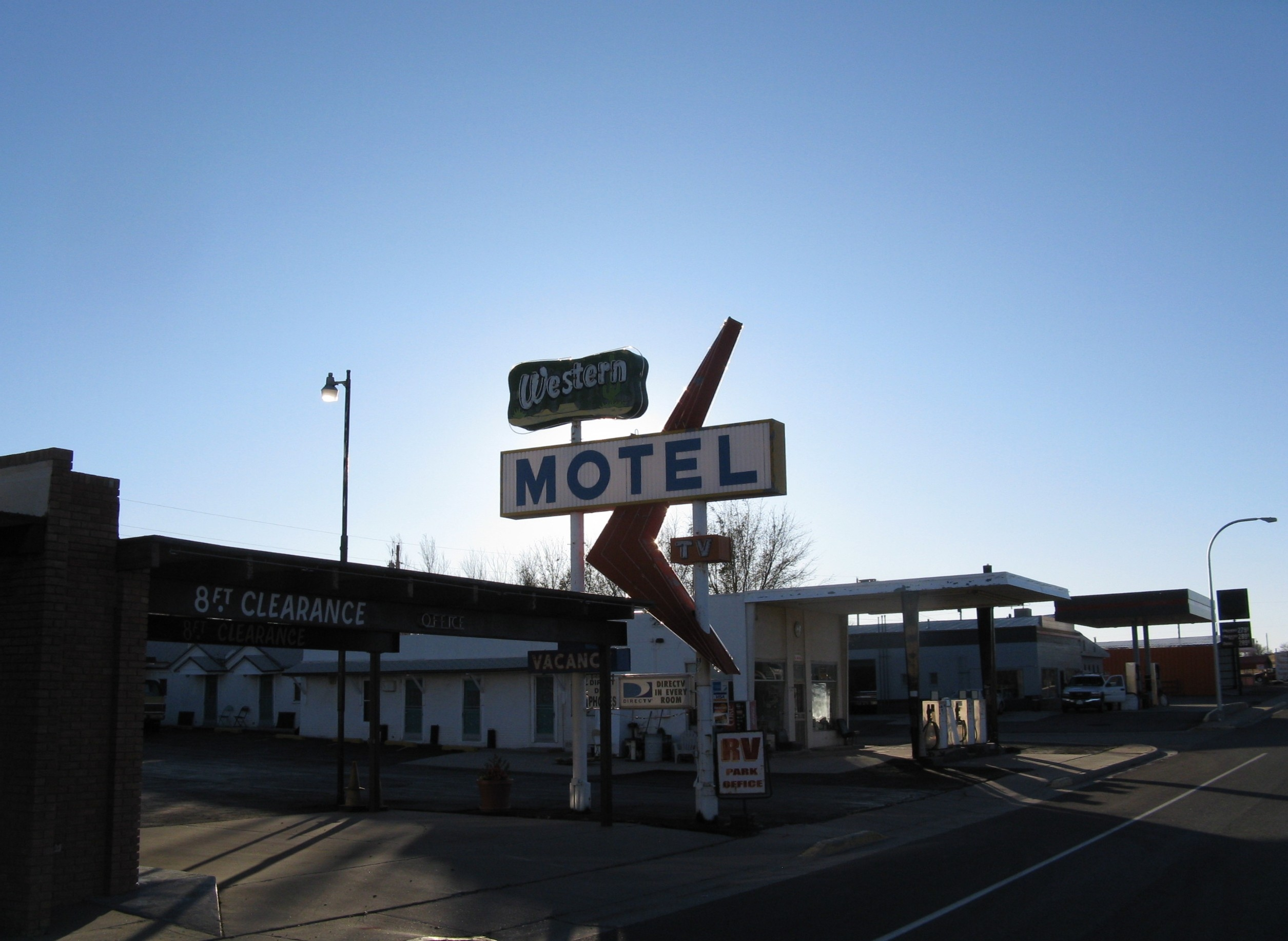
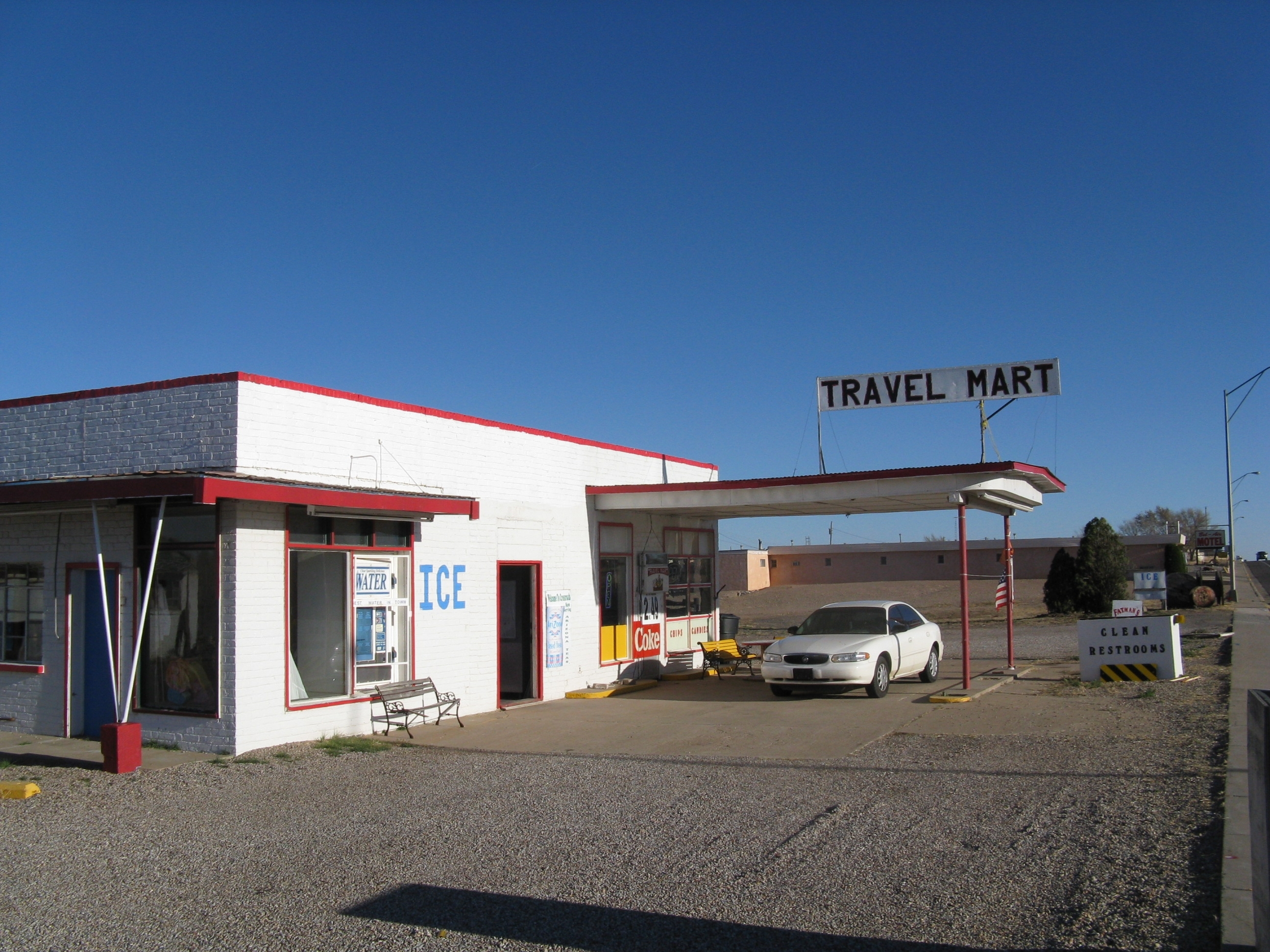
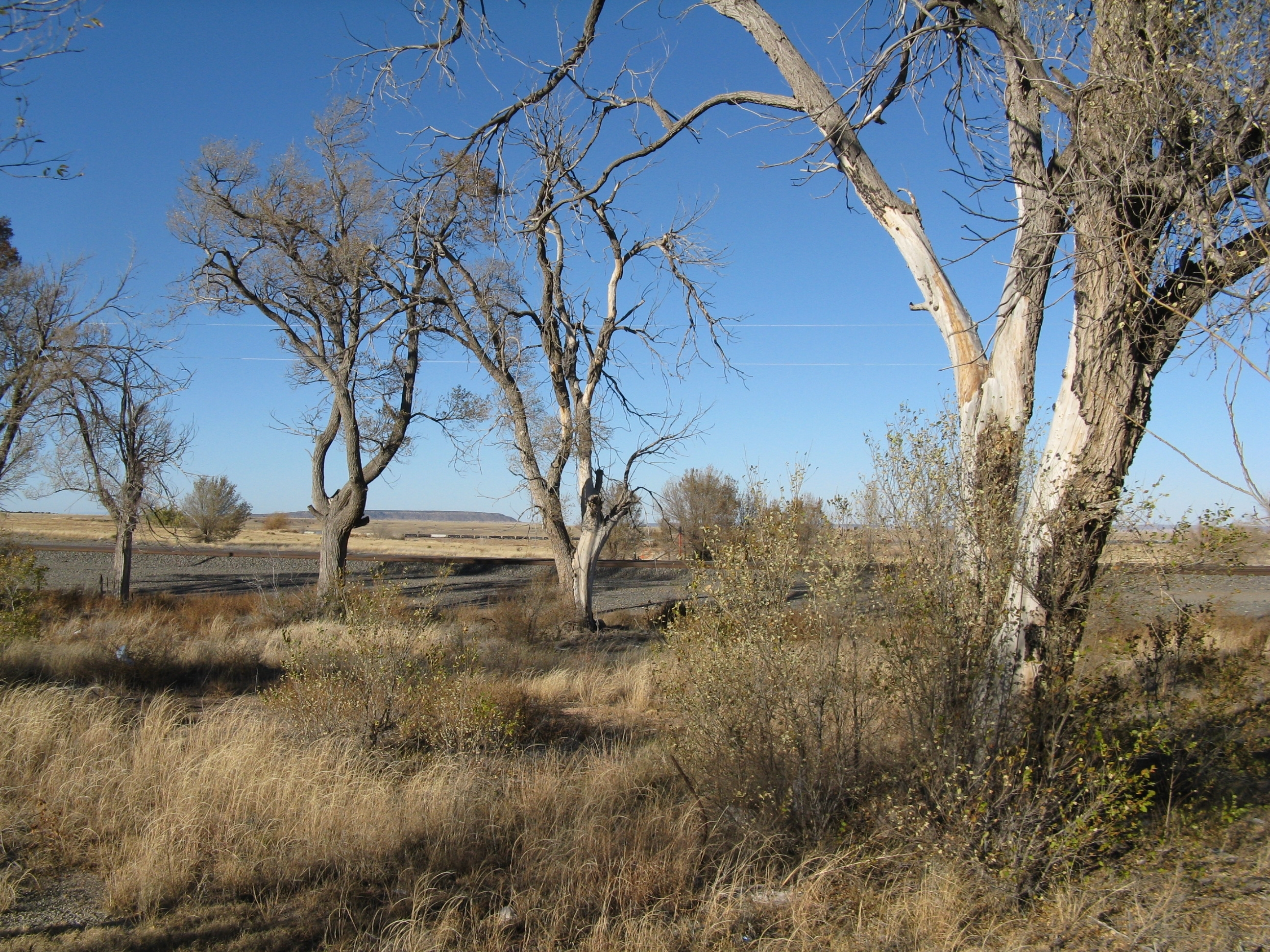

## موقعیت جغرافیایی
موقعیت جغرافیایی شهرها و مناطق اطراف به شرح زیر است: